# یورن لوند (دوچرخه‌سوار)
یورن لوند (دانمارکی: Jørn Lund؛ زادهٔ ۲۶ اوت ۱۹۴۴) دوچرخه‌سوار اهل دانمارک است.
وی در مسابقات کشوری و بین‌المللی در مجموع برندهٔ ۱ مدال برنز شده‌است.